# Heteroscada batesi
Heteroscada batesi är en fjärilsart som beskrevs av Richard Haensch 1903. Heteroscada batesi ingår i släktet Heteroscada och familjen praktfjärilar. Inga underarter finns listade i Catalogue of Life.